# Donald Norland
Donald Richard Norland (* 14. Juni 1924 in Laurens, Iowa; † 30. Dezember 2006 in Washington, D.C.) war ein US-amerikanischer Diplomat.

## Leben
Donald Norland war der Sohn eines Erziehers und bundesstaatlichen Parlamentariers. Er wuchs auf einer Familienfarm auf und besuchte zunächst für einige Jahre das Iowa State Teachers College. Während des Zweiten Weltkriegs schloss er sich der United States Navy an und war im Pazifik stationiert. Nach dem Krieg studierte er an der University of Minnesota und machte 1950 seinen Abschluss in Politikwissenschaft.
Norland trat 1952 in den diplomatischen Dienst. Er kam beim amerikanischen Generalkonsulat in Rabat zum Einsatz, wo er für kulturelle Angelegenheiten zuständig war. Danach wurde er Generalkonsul der Vereinigten Staaten in Abidjan in der Elfenbeinküste. Als im Afrikanischen Jahr 1960 eine Reihe afrikanischer Länder unabhängig wurden, nahmen die Vereinigten Staaten rasch diplomatische Beziehungen auf. Donald Norland leitete, mit Amtssitz in Abidjan, jeweils für wenige Monate des Jahres 1960 als Chargé d’Affaires ad interim die neuen diplomatischen Vertretungen in Dahomey, der Elfenbeinküste, Niger und Obervolta, bis dort Botschafter tätig wurden. Die 1960er Jahre verbrachte Norland überwiegend in Europa. Er arbeitete im NATO-Hauptquartier in Paris und von 1964 bis 1969 an der US-Botschaft in Den Haag.
Anfang der 1970er Jahre kehrte er nach Afrika zurück, wo er als Chargé d’Affaires die stellvertretende Leitung der amerikanischen Botschaft in Conakry in Guinea innehatte. Norland wurde 1976 zum US-Botschafter in Botswana, Lesotho und Swasiland ernannt. Akkreditiert in den jeweiligen Ländern war er ab 1976 in Botswana, ab 1977 in Lesotho und ab 1978 in Swasiland. Seinen Amtssitz hatte er in Gaborone in Botswana. Im November 1979 wechselte er als Botschafter in den Tschad. Nach etwas über vier Monaten, während des beginnenden Bürgerkriegs, wurde die Botschaft geschlossen. Norland wurde mit weiteren ausländischen Diplomaten von den französischen Streitkräften in das Nachbarland Kamerun in Sicherheit gebracht. Er ging 1981 als Diplomat in den Ruhestand und arbeitete in weiterer Folge als selbstständiger Berater zu afrikanischen Angelegenheiten.
Donald Norland war verheiratet und hatte drei Kinder, darunter den Diplomaten Richard Norland.